# 士榮縣
士榮縣，是明代交阯承宣布政使司順化府化州下轄的一個縣，治所約在今越南承天順化省富榮縣。

## 沿革
- 漢、晉時其地屬日南郡盧容縣。
- 永樂五年（1407年）六月癸未置，屬順化府化州領[3][4][5][6][7][8]。
- 永樂十七年九月丙辰，並利蓬縣、思蓉縣入士榮縣[9]。